# NIFL Championship
Die NIFL Championship ist die zweithöchste Spielklasse im nordirischen Profifußball. Gespielt wurde bis 2015/16 in zwei Gruppen, die um den Aufstieg in die höchste Spielklasse, der NIFL Premiership spielen. Ab 2016 werden die zwei Gruppen reorganisiert, wobei der Championship 1 die zweithöchste Klasse bleibt, während der Championship 2 auf Premier Intermediate League als dritthöchste Klasse umgewandelt wird.

## Geschichte
Die NIFL Championship wurde 1951 als Irish Division B gegründet und wird seitdem regelmäßig ausgespielt. Seit der Saison 1971/72 wurde in zwei Gruppen um den Aufstieg gespielt, welche nach Nord und Süd unterteilt waren. Ab der Saison 2016/17 wurden die beiden Gruppen abgeschafft und eine einheitliche Liga mit zwölf Vereinen gespielt.

## Mannschaften 2025/26
- Annagh United
- Ards FC
- Armagh City FC
- Ballinamallard United
- Dundela FC
- Harland & Wolff Welders FC
- Institute FC
- Limavady United
- Loughgall FC (Absteiger)
- Newington FC
- Queen’s University Belfast AFC (Aufsteiger)
- Warrenpoint Town (Aufsteiger)

## Rekordmeister
| Mannschaft            | Titel | Saison                                                                                             |
| --------------------- | ----- | -------------------------------------------------------------------------------------------------- |
| Dundela FC            | 11    | 1967/68, 1976/77,1 1981/82, 1985/86, 1987/88, 1989/90, 1990/91, 1991/92, 1993/94, 1999/00, 2000/01 |
| Larne FC              | 11    | 1954/55, 1956/57, 1963/64, 1964/65, 1965/66, 1966/67, 1986/69, 1969/70, 1970/71, 1971/72, 2018/19  |
| Carrick Rangers FC    | 8     | 1961/62, 1972/73, 1974/75, 1976/77,1 1978/79, 1982/83, 2010/11, 2014/15                            |
| Loughgall FC          | 8     | 1994/95, 1995/96, 1996/97, 1997/98, 2003/04, 2007/08, 2009/10, 2022/23                             |
| Ballyclare Comrades   | 6     | 1960/61, 1962/63, 1973/74, 1977/78, 1979/80, 1988/89                                               |
| Ards FC               | 3     | 1957/58, 2012/13, 2015/16                                                                          |
| Institute FC          | 3     | 2006/07, 2013/14, 2017/18                                                                          |
| Linfield Swifts       | 3     | 1951/52, 1952/53, 1975/76                                                                          |
| Newry City AFC        | 3     | 1959/60, 1980/81, 2021/22                                                                          |
| Portadown FC          | 3     | 2008/09, 2019/20, 2023/24                                                                          |
| Ballinamallard United | 2     | 2002/03, 2011/12                                                                                   |
| Chimney Corner FC     | 2     | 1984/85, 1998/99                                                                                   |
| Limavady United       | 2     | 1983/84, 1992/93                                                                                   |
| Armagh City           | 1     | 2004/05                                                                                            |
| Banbridge Town        | 1     | 1955/56                                                                                            |
| Bangor FC             | 1     | 2024/25                                                                                            |
| Cliftonville FC       | 1     | 1953/54                                                                                            |
| Crusaders FC          | 1     | 2005/06                                                                                            |
| Glentoran FC II       | 1     | 1958/59                                                                                            |
| Moyola Park FC        | 1     | 2001/02                                                                                            |
| PSNI FC               | 1     | 1986/87                                                                                            |
| Warrenpoint Town      | 1     | 2016/17                                                                                            |

11 Den Titel im Jahr 1976/77 teilten sich der Dundela FC und die Carrick Rangers FC.